# Parisolabis tapanuiensis
Parisolabis tapanuiensis är en tvestjärtart som beskrevs av Hudson 1975. Parisolabis tapanuiensis ingår i släktet Parisolabis och familjen skevtångtvestjärtar. Inga underarter finns listade i Catalogue of Life.